# سرپاور شانه‌بال
سرپاورهای شانه‌بال (Chtenopterygidae) خانواده‌ای از سرپاورها هستند. 
این جانوران در آب‌های گرمسیری و نیمه‌گرمسیری زندگی می‌کنند.